# 中国人民解放军大将
中国人民解放军大将（通称十大将），依序為：粟裕、徐海东、黄克诚、陈赓、谭政、萧劲光、张云逸、罗瑞卿、王树声、许光达。中华人民共和国建立后于1955年授予大将军衔给在土地革命、抗日战争、第二次国共内战中作出巨大贡献的十位中国人民解放军军事家。同时授予的还有十名元帅。

## 评定与授予
1955年9月27日，第一届全国人大常委会第二十二次会议通过了授予中国人民解放军军衔的决议。国务院总理周恩来发布命令，授予10人中国人民解放军大将军衔。按照军衔冠词规定，十名大将中，有大将七人，海军大将（萧劲光）一人，公安军大将（罗瑞卿）一人，装甲兵大将（许光达）一人。1957年公安军撤销后，为大将八人，海军大将一人，装甲兵大将一人。虽然中国人民解放军空军设有空军大将军衔，但无人获空军大将军衔。
每位大将授勋均为一级八一勋章、一级独立自由勋章、一级解放勋章。
在评定高级军衔的初步方案中，毛泽东为大元帅。除了后来被授予的十大元帅和十大将外，被评为元帅的还有周恩来、刘少奇、邓小平；被评为大将的还有李先念、谭震林、邓子恢、张鼎丞等人。

## 1955年授衔大将列表
| 排序 | 姓名   | 授衔照 | 出生日期       | 出生地点             | 授衔年龄 | 当时军职                                            | 逝世日期       | 逝世地点       | 享年 |
| ---- | ------ | ------ | -------------- | -------------------- | -------- | --------------------------------------------------- | -------------- | -------------- | ---- |
| 1    | 粟裕   |        | 1907年8月10日  | 湖南会同             | 48岁     | 中国人民解放军总参谋长                              | 1984年2月5日   | 北京           | 76岁 |
| 2    | 徐海东 |        | 1900年6月17日  | 湖北黄陂             | 55岁     | 無                                                  | 1970年3月25日  | 郑州           | 69岁 |
| 3    | 黄克诚 |        | 1902年10月1日  | 湖南永兴             | 53岁     | 中央军委秘书长、国防部副部长 总后方勤务部部长兼政委 | 1986年12月28日 | 北京           | 84岁 |
| 4    | 陈赓   |        | 1903年2月27日  | 湖南湘乡             | 52岁     | 副总参谋长 中国人民解放军军事工程学院院长兼政委     | 1961年3月16日  | 上海           | 58岁 |
| 5    | 谭政   |        | 1906年6月14日  | 湖南湘乡             | 49岁     | 国防部副部长 总政治部副主任                         | 1988年11月6日  | 北京           | 82岁 |
| 6    | 萧劲光 |        | 1903年1月4日   | 湖南长沙             | 52岁     | 国防部副部长 中国人民解放军海军司令员               | 1989年3月29日  | 北京           | 86岁 |
| 7    | 张云逸 |        | 1892年8月10日  | 廣東文昌（今屬海南） | 63岁     | 原中央人民政府人民革命军事委员会委员                | 1974年11月19日 | 北京           | 82岁 |
| 8    | 罗瑞卿 |        | 1906年5月31日  | 四川南充             | 49岁     | 公安部部长 公安军司令员兼政委                       | 1978年8月3日   | 海德堡（西德） | 72岁 |
| 9    | 王树声 |        | 1905年5月26日  | 湖北麻城             | 50岁     | 国防部副部长 总军械部部长                           | 1974年1月7日   | 北京           | 68岁 |
| 10   | 许光达 |        | 1908年11月19日 | 湖南长沙             | 47岁     | 装甲兵司令员                                        | 1969年6月3日   | 北京           | 60岁 |

### 腳註
1. ↑  因身體原因，授銜時徐海東並未擔任任何具體職務，僅以“委員”身份掛名於中央人民政府人民革命军事委员会與中华人民共和国国防委员会

### 引用
1. ↑  罗瑞卿夫人郝治平：他耿直、拼命、秉性难移 （页面存档备份，存于），文史博览

### 同等軍銜
本軍銜相當於美國的五星上將（英语：General of the Army (GA))，俄语对应为“Генерал Армии”。1988年恢复军衔制曾设“一級上將”军衔，为高于上将的上一级军衔，设而未授，后予撤销。本軍銜對應北約的OF-10。